# Краснодубровський (Алейський район)
Краснодубро́вський (рос. Краснодубровский) — селище у складі Алейського району Алтайського краю, Росія. Входить до складу Кіровської сільської ради.

## Населення
Населення — 172 особи (2010; 270 у 2002).
Національний склад (станом на 2002 рік):
- росіяни — 87 %